# Općina Lovrenc na Pohorju
Općina Lovrenc na Pohorju (slo.:Občina Lovrenc na Pohorju) je općina u sjevernoj Sloveniji u pokrajini Štajerskoj i statističkoj regiji Podravskoj. Središte općine je naselje Lovrenc na Pohorju s 2.000 stanovnika. 

## Zemljopis
Općina Lovrenc na Pohorju nalazi se u sjevernom dijelu Slovenije. Općine se prostire na sjevernim padinama Pohorja.
U općini vlada oštrija, planinska umjereno kontinentalna klima. Na području općine ima samo manjih vodotoka, koji su u slivu rijeke Drave.

## Naselja u općini
Činžat, Kumen, Lovrenc na Pohorju, Puščava, Rdeči Breg, Recenjak, Ruta

## Vanjske poveznice
- Službena stranica općine